# Emilio Gentile

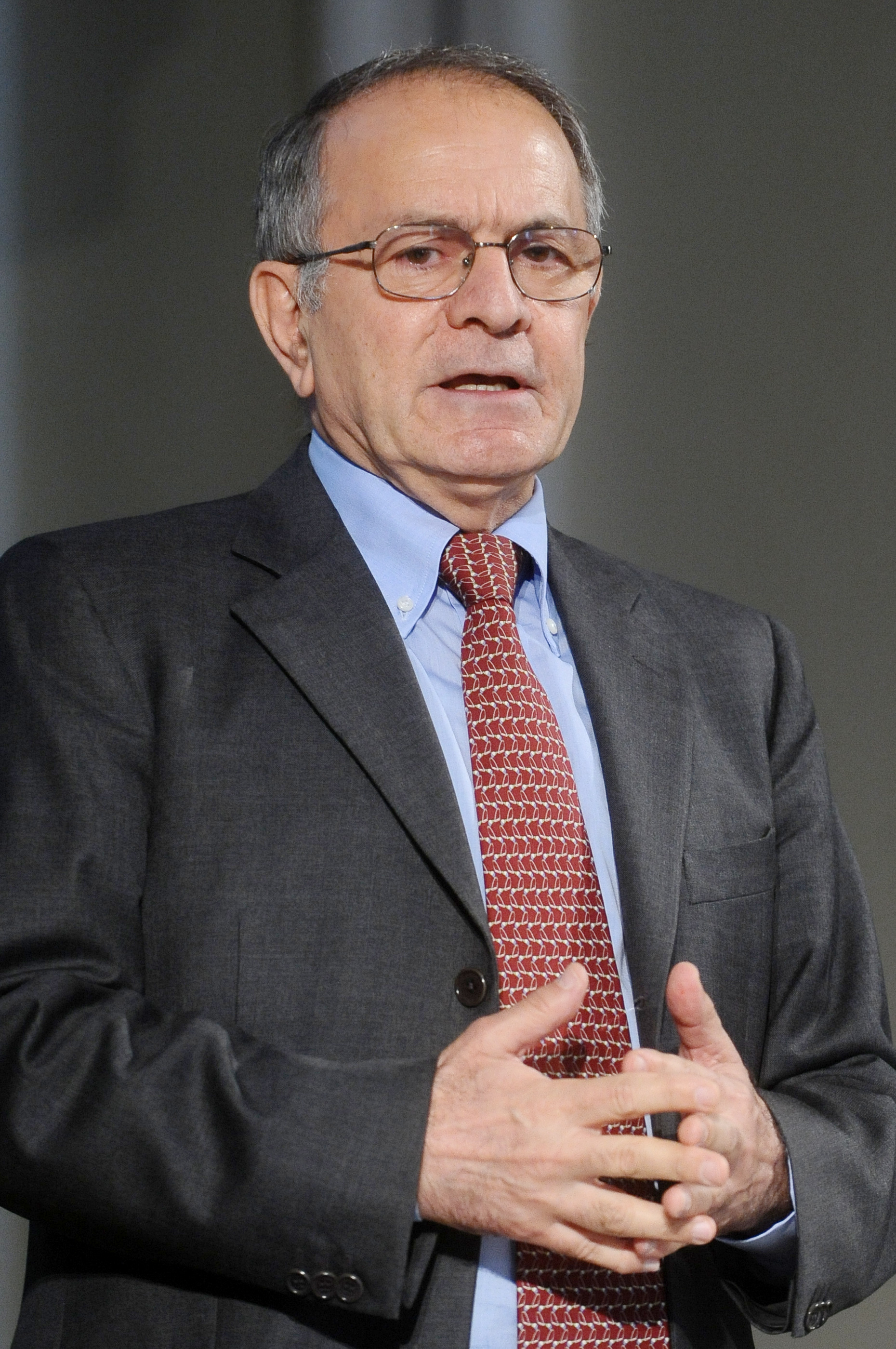
Emilio Gentile (2014)

Emilio Filiberto Gentile (Schreibweise vereinzelt auch Emile; * 31. August 1946 in Bojano (Provinz Campobasso)) ist ein italienischer Historiker und Pionier der Faschismusforschung.

## Leben
Gentile ist ein emeritierter Professor der Universität La Sapienza in Rom. Er war Schüler von Renzo De Felice. Als Faschismusforscher prägte er den Begriff der Palingenese, der den Faschismus in seiner ideologischen Form als politische Religion beschreibt. Für seine empirisch-historischen Forschungen zur religioni della politica im 20. Jahrhundert erhielt er 2003 den Hans-Sigrist-Preis der Universität Bern.
Er ist u. a. Mitglied des wissenschaftlichen Beirats der Zeitschrift Totalitarismus und Demokratie. Seit 2016 ist er korrespondierendes Mitglied der Accademia Nazionale dei Lincei. 2021 wurde er von Staatspräsident Sergio Mattarella mit dem Großkreuz des Verdienstordens der Italienischen Republik ausgezeichnet, nachdem er bereits seit 2004 Träger des Komturkreuzes war.

## Faschismus als Politische Religion
Gentile bestimmt den Faschismus in einer doppelten Anordnung als „Politische Religion“ und als Teilgruppe des Totalitarismus. Danach, so Sven Reichardt zum Verständnis von Gentile, „kreierten die Faschisten einen Glauben an die Nation, den Duce und die Partei, wobei diese Politische Religion zur Grundlage der faschistischen Kultur wurde. Es war ein aus seiner Sicht militärischer und revolutionärer Totalitarismus, der die Mythen und Werte einer palingenetischen Ideologie vertrat und die sakralisierten Formen einer politischen Religion annahm, um einen Neuen Menschen zu kreieren. Der italienische Faschismus habe diesen Totalitarismus als Erster in die Welt gesetzt, wobei Staat und Partei miteinander verschmolzen.“

## Gentiles Faschismusdefinition
In den 1990er Jahren entwickelte Gentile eine zehn Punkte umfassende Definition des Faschismus, die dessen bestimmende Merkmale einer organisatorischen, einer kulturellen und einer institutionellen Dimension zuordnete:

„Die Definition, die ich vorschlage, beruht auf drei in Verbindung zueinander gesetzten Dimensionen: es handelt sich um die organisatorische, die die soziale Zusammensetzung, die Struktur, den Lebensstil und die Kampfmethoden der Partei betrifft, die kulturelle, in der es um das Menschenbild und die Ideen von Masse und Politik geht, sowie schließlich um die institutionelle Dimension, die den Komplex jener Strukturen und Beziehungen meint, aus denen sich das faschistische Regime ergibt.“

 Gentiles Definition wird ausführlich dargestellt unter dem Begriff Faschismustheorien.

## Werke (Auswahl)
- Il culto del littorio. La sacralizzazione della politica nell'Italia fascista. Laterza, Rom-Bari 1993
  - Englische Übersetzung: The Sacralization of Politics in Fascist Italy, 1996, Harvard University Press, hup.harvard.edu
  - Deutsche Übersetzung: Die Sakralisierung der Politik. In: Hans Maier (Hrsg.): Wege in die Gewalt. Die modernen politischen Religionen. Frankfurt/Main 2000
- Le religioni della politica. Fra democrazie e totalitarismi. Laterza, Rom 2001, Auszug aus dem Buch (dt.) (englische Ausgabe 2004).
  - Englische Übersetzung: Politics as Religion, University Presses of CA (3. Juli 2006)
- La democrazia di Dio. La religione americana nell’era dell’impero e del terrore. 2. Aufl. 2006, Kurzbeschreibung (it.)
- Il fascismo in tre capitoli. 2. Aufl. 2006
- Fascismo. Storia e interpretazione. Rom/Bari 2002, 3. Aufl. 2007
- La Grande Italia. Il mito della nazione nel XX secolo. 2006
- Il mito dello Stato nuovo. Dal radicalismo nazionale al fascismo. 2002
- Le origini dell’Italia contemporanea. L’età giolittiana. 2003
- Renzo De Felice. Lo storico e il personaggio. 2003
- Storia del partito fascista 1919–1922. Movimento e milizia. 1989
- Il fascino del persecutore. George Mosse[9] e i totalitarismi. Carocci 2007
- L’apocalisse della modernità: la guerra per l’uomo nuovo, Mondadori 2010
- Storia del fascismo. Laterza, Rom/Bari 2022, 1376 Seiten.

## Aufsätze
- Der Faschismus: Eine Definition zur Orientierung. Aus dem Englischen von Joachim Kalka. (Memento vom 4. März 2008 im Internet Archive) In: Mittelweg 36, H. 1, März 2007